# Uraeotyphlus narayani
Uraeotyphlus narayani é uma espécie de anfíbio gimnofiono da família Ichthyophiidae, endémica do sul da Índia.
Esta espécie vive subterraneamente em solos ricos em húmus, tendo sido já avistada em terrenos agrícolas, florestas e jardins rurais.
Pode estar ameaçada por destruição do habitat.